# Чжай Мо
Чжай Мо (кит. спр. 翟墨; нар. 1996) — китайська шахістка, гросмейстер серед жінок (2016).
Її рейтинг станом на березень 2020 року — 2366 (99-те місце у світі, 13-те — серед шахісток Китаю).

## Життєпис
У 2008 році Чжай Мо стала чемпіонкою світу серед дівчат у віковій групі до 12 років. У 2014 році перемогла на жіночому чемпіонаті Китаю у групі «Б» і поділила п'яте місце на юнацькому чемпіонаті світу серед дівчат у віковій групі до 20 років.
У липні 2015 року поділила друге місце з Ні Шицюнь на зональному турнірі Китаю (перемогла майбутня чемпіонка світу Тань Чжун'ї) й кваліфікувалася на чемпіонат світу серед жінок 2017, який відбувся в Тегерані. Там у 1-му раунді програла Олександрі Горячкіній.